# عبدالله علیمراد
عبدالله علیمراد زاده ۱۳۲۶ تهران، دانش‌آموخته نقاشی متحرک از مرکز تجربیات و آموزش نقاشی متحرک کانون پرورش فکری کودکان و نوجوانان است. وی پس از گذراندن دوره کوتاه فیلم عروسکی در چکسلواکی فعالیت هنری را آغاز کرد. او همچنین در چندین سریال تلویزیونی و برنامه‌های مختلف تلویزیونی در سمت طراح صحنه و لباس و مجری دکور فعالیت داشت.
علیمراد جوایزی چون نخل طلایی فیلم کوتاه جشنواره فیلم کن، دوربین طلایی جشنواره بین‌المللی کاروسل کانادا، فیل نقره‌ای جشنواره حیدرآباد هند، تقدیرنامه داوران یونیسف جشنواره فیلم برلین و پلاک برنزی جشنواره فیلم کودک قاهره را دریافت کرده‌است. ضمن آن‌که علیمراد جوایز بسیاری از اغلب جشنواره‌های داخلی همچون فجر، اصفهان و رشد دریافت کرده‌است.

## آثار

### کارگردان
- یکی کم است (۱۳۷۶)
- قصه‌های بازار (۱۳۷۴)
- کشاورز و ربات (۱۳۸۹)
- بهادر (۱۳۸۰)
- تجربه و ترفند
- روزی کلاغی
- سریال بیا آشتی کنیم(۱۳۹۲)
- کاغذ و تا

### نویسنده
- یکی کم است (۱۳۷۶)
- قصه‌های بازار (۱۳۷۴)

### تیتراژ
- باشو، غریبه کوچک (۱۳۶۵)
- خانه دوست کجاست؟ (۱۳۶۵)
- کلید (فیلم ۱۳۶۴)
- مدرسه‌ای که می‌رفتیم (۱۳۵۹)

### تالیفات
- نگاه: چگونه فیلم عروسکی بسازیم
- روش‌های سادة متحرک‌سازی
- دنیای عروسک‌ها